# Bryter Layter
Bryter Layter är Nick Drakes andra studioalbum, utgivet 5 mars 1971.

## Låtlista
Sida 1
1. "Introduction" – 1:33
2. "Hazey Jane II" – 3:46
3. "At the Chime of a City Clock" – 4:47
4. "One of These Things First" – 4:52
5. "Hazey Jane I" – 4:31

Sida 2
1. "Bryter Layter" – 3:24
2. "Fly" – 3:00
3. "Poor Boy" – 6:09
4. "Northern Sky" – 3:47
5. "Sunday" – 3:42

Alla låtar är skrivna av Nick Drake.

## Medverkande
- Nick Drake – sång, gitarr

Bidragande musiker
- Richard Thompson – sologitarr
- John Cale – viola, celesta, piano, orgel
- Dave Pegg – basgitarr
- Dave Mattacks – trummor
- Robert Kirby – arrangering
- Ray Warleigh – altsaxofon
- Mike Kowalski – trummor
- Paul Harris – piano
- Ed Carter – basgitarr
- Lyn Dobson – flöjt
- Chris McGregor – piano
- Pat Arnold – bakgrundssång
- Doris Troy – bakgrundssång